# WWF Superstars (jeu vidéo, 1991)
Cet article concerne la version sur Nintendo Game Boy. Pour le jeu d'arcade, voir WWF Superstars (jeu vidéo, 1989).
WWF Superstars est un jeu vidéo de catch professionnel commercialisé sur console portable Game Boy par LJN, basé sur le programme télévisé du même nom de la WWE. Il est le premier jeu sur Game Boy basé sur la WWE. Il précède le jeu WWF Superstars 2, commercialisé en 1992 par Acclaim Entertainment. Le jeu est moyennement accueilli par le magazine Player One avec une note de 55 %, et par Nintendo Power Magazine avec une note de 58 %.

## Système de jeu
Le joueur combat dans une série de quatre matchs en simple. Entre chaque combat, le joueur aperçoit chaque lutteur faire sa déclaration, et voit Vince McMahon déclarer le gagnant à la fin de chaque combat. Hulk Hogan ou The Ultimate Warrior sont les derniers catcheurs à combattre. La difficulté de l'ordinateur s'accentuera au troisième adversaire que le joueur affronte. Le mécanisme est simple : le bouton A sert aux attaques et le bouton B sert aux prises. Un mouvement consistant à soulever l'adversaire et le lancer à l'extérieur de l'arène par-dessus la troisième corde se fait avec le bouton Select ; une étoile est basée près de l'indicateur d'énergie du personnage choisi par le joueur indiquant la possibilité d'effectuer ce mouvement. L'indicateur d'énergie peut se recharger lentement ; ce mécanisme sera amélioré plus tard dans les jeux qui suivront comme WWF Superstars 2.
Chaque lutteur possède le même répertoire de mouvements de prise comme le body slam et le suplex arrière, le mouvement d'attaque est un coup de poing ou une descente du coude lorsque l'adversaire est au sol. Le joueur peut monter sur l'un des coins de l'arène et effectuer une attaque volante (une descente du coude ou une descente du genou avec Randy Savage) sur l'adversaire. le personnage peut courir en pressant deux fois sur la direction du contrôle du lutteur, et ensuite presser sur A pour un saut chassé (dropkick) ou B pour un coup de corde à linge. Le joueur peut également expulser son adversaire près des cordes vers l'extérieur avec le saut chassé. Lorsque l'adversaire se relève, le joueur peut engager une prise de tête avec le bouton B et ensuite effectuer une série de coups de poing à la tête avec le bouton A, ou un marteau-pilon (piledriver) avec le bouton B. Pour gagner, le joueur doit effectuer une chute, un décompte au sol, ou faire en sorte que l'adversaire reste à l'extérieur de l'arène pendant le décompte de dix.

## Développement
WWF Superstars a été développé par Rare et publié par LJN. Il est commercialisé en Europe et en Amérique du Nord en 1991, plus tard suivi d'une édition japonaise le 14 février 1992. Le jeu met en scène cinq catcheurs The Ultimate Warrior, Hulk Hogan, « Macho King » Randy Savage, « The Million Dollar Man » Ted DiBiase et Mr. Perfect.

## Accueil
- Famitsu : 23/40[8]